# Harpanor fuligo
Harpanor fuligo är en insektsart som beskrevs av Ronald Gordon Fennah 1950. Harpanor fuligo ingår i släktet Harpanor och familjen Derbidae. Inga underarter finns listade i Catalogue of Life.